# أدب برمنغهام

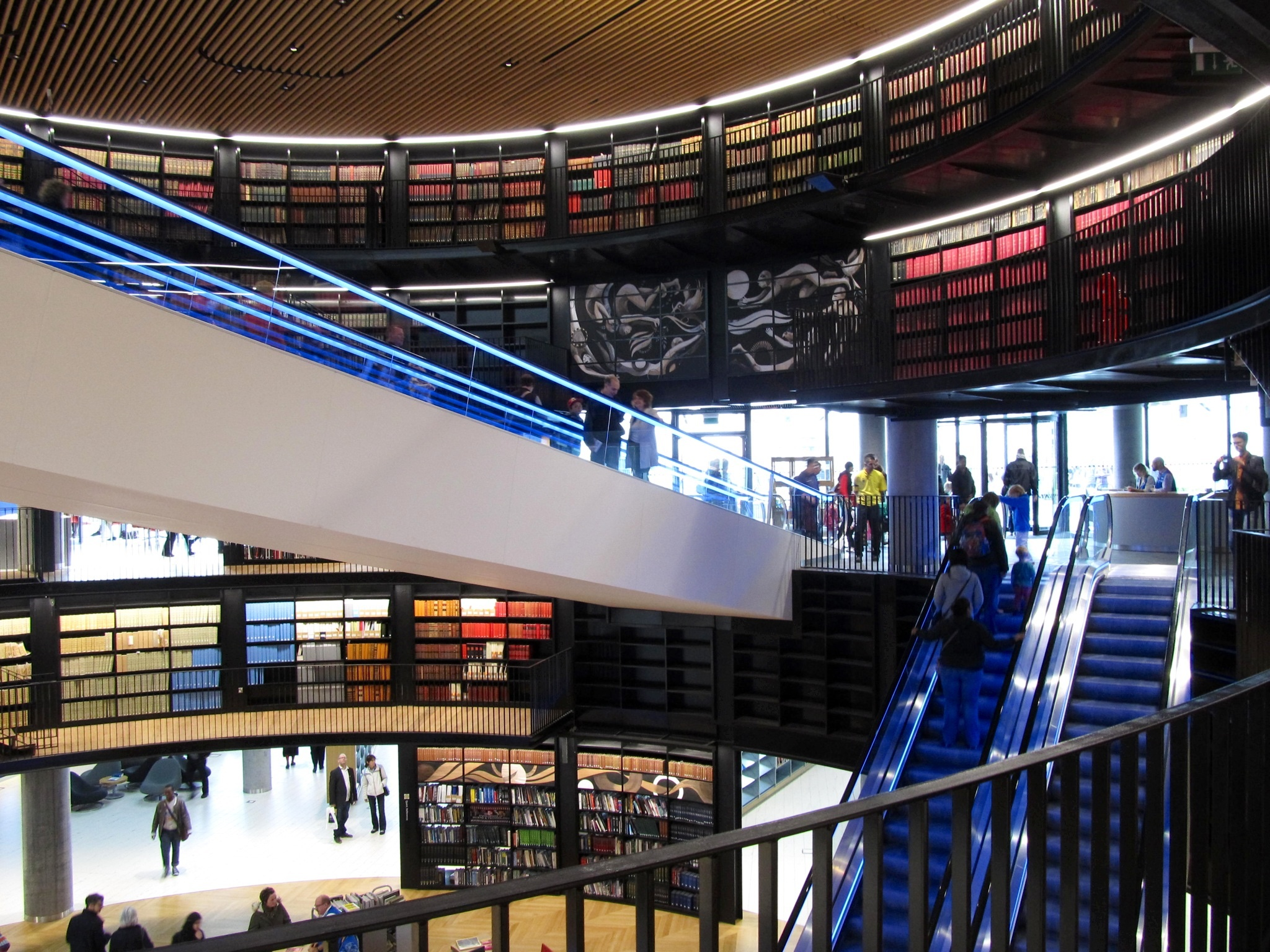
داخل مكتبة برمنغهام

نشأ التقليد الأدبي في برمنغهام في الأصل من ثقافة التطرف الديني التي تطورت في المدينة في القرنين السادس عشر والسابع عشر. إن موقع برمنغهام بعيدًا عن مراكز القوة الراسخة، واقتصادها الديناميكي القائم على التاجر، وأرستقراطيتها الضعيفة، أعطتها سمعة كمكان ضعيف فيه الولاء لهياكل السلطة الراسخة للكنيسة والدولة الإقطاعية، ورأوا أنها تظهر كملاذ للمفكرين الأحرار والراديكاليين، مما يشجع على ولادة ثقافة نابضة بالحياة من الكتابة والطباعة والنشر.
شهد القرن الثامن عشر اتساع نطاق راديكالية المدينة لتشمل مجالات أدبية أخرى، وبينما كان تقليد برمنغهام في النقاش الأدبي القوي حول القضايا اللاهوتية هو البقاء حتى العصر الفيكتوري، جلب كتاب التنوير في ميدلاندز تفكيرًا جديدًا إلى مجالات متنوعة مثل الشعر والفلسفة والتاريخ والخيال وأدب الأطفال. بحلول العصر الفيكتوري، كانت برمنغهام واحدة من أكبر المدن في إنجلترا وفي طليعة ظهور المجتمع الصناعي الحديث، وهي حقيقة تنعكس في دورها كموضوع ومصدر للشكل الأدبي المهيمن حديثًا للرواية. استمر تنوع الإنتاج الأدبي للمدينة في القرن العشرين، وشمل الكتابة المتنوعة مثل الخيال الحداثي الذي لا هوادة فيه لهنري جرين، والخيال العلمي لجون ويندهام، والرومانسية الشعبية لباربرا كارتلاند، وقصص الأطفال من القس دبليو أودري، النقد المسرحي لكينيث تينان وكتابة سفر بروس تشاتوين.
كتاب ذو جذور في برمنغهام كان لهم تأثير دولي. جمع جون روجرز أول طبعة كاملة معتمدة من الكتاب المقدس لتظهر باللغة الإنجليزية؛ كان صموئيل جونسون الشخصية الأدبية الرائدة في إنجلترا في القرن الثامن عشر وأنتج أول قاموس إنجليزي. JRR تولكين هو الشخصية المهيمنة في نوع الخيال الفانتازي وواحد من أكثر المؤلفين مبيعًا في تاريخ العالم، سمي عمل WH Auden بأنه أعظم مجموعة شعرية مكتوبة باللغة الإنجليزية خلال القرن الماضي. في حين أن الكتاب المعاصرين البارزين من المدينة يشملون ديفيد لودج، وجيم كريس، وروي فيشر، وبنجامين زيفانيا.
تمتلك المدينة أيضًا تقليدًا للثقافات الفرعية الأدبية المميزة، من الكتاب البيوريتانيين الذين أسسوا أول مكتبة لبرمنغهام في أربعينيات القرن السادس عشر. من خلال فلاسفة وعلماء وشعراء القرن الثامن عشر في المجتمع القمري ودائرة شينستون؛ كتاب النهضة الكاثوليكية الفيكتوري المرتبط بكلية أوسكوت ومصلى برمنغهام؛ إلى الكتاب المشاركين سياسيًا في ثلاثينيات القرن العشرين في Highfield و Birmingham Group . يستمر هذا التقليد حتى اليوم، مع مجموعات بارزة من الكتاب المرتبطين بجامعة برمنغهام، ومطبعة تندال ستريت، ومشاهد الخيال الإجرامي والخيال العلمي والشعر المزدهر في المدينة.

## أدب العصور الوسطى وأوائل العصر الحديث

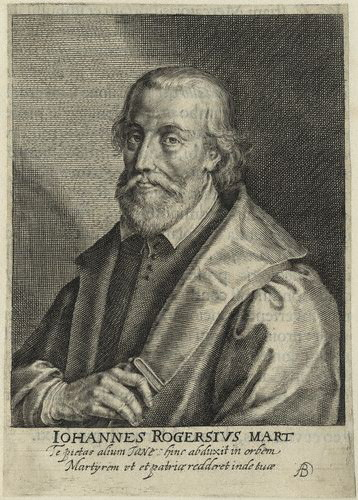
جون روجرز ، محرر أول نسخة معتمدة كاملة من الكتاب المقدس تُطبع باللغة الإنجليزية

لا يزال هناك القليل من الأدلة على ثقافة برمنغهام في العصور الوسطى، ولكن مع وجود دير وترنيلين في المدينة نفسها، ودير آخر في أستون، ومدارس النحو في Deritend ، و Yardley و King's Norton ، والمؤسسات الدينية لنقابة الصليب المقدس وال نقابة سانت جون، Deritend ، كانت المنطقة ستدعم مجتمعًا كبيرًا من الرجال المتدينين المتعلمين من القرن الثالث عشر فصاعدًا.
كان أول شخصية أدبية في برمنغهام ذات أهمية دائمة هو جون روجرز، الذي ولد في ديريتند عام 1500 وتلقى تعليمه في مدرسة القواعد التابعة لنقابة القديس يوحنا، والذي جمع وتحرر وترجم جزئيًا إنجيل ماثيو 1537، وهو أول كتاب كامل معتمد نسخة من الكتاب المقدس ستتم طباعتها باللغة الإنجليزية. كان هذا هو الأكثر تأثيرًا من الكتب المقدسة المطبوعة باللغة الإنجليزية المبكرة، مما وفر الأساس للكتاب المقدس العظيم اللاحق ونسخة الملك جيمس المعتمدة . ربما حدثت ترجمة روجرز لكتاب فيليب ميلانشثون وزن المؤقت بين عودة روجرز إلى ديريتند من فيتنبرغ عام 1547 وانتقاله إلى لندن عام 1550، وهو أقدم كتاب كتبه مؤلف برمنغهام معروف بأنه طُبع في إنجلترا. أدى ملف روجرز كشخصية بارزة في الكنيسة البروتستانتية إلى اعتقاله بعد استعادة ماري الأولى للكاثوليكية الرومانية، وفي 14 فبراير 1555 أصبح أول بروتستانتي يُحرق على المحك في الاضطهاد المريمي، تاركًا وراءه كتابًا مكتوبًا. رواية استجواباته الثلاث التي كانت تهدف إلى ترسيخه كأيقونة استشهاد ورفض التخلي عن ضمير الفرد، أدرجت القصيدة التي تركها لأبنائه عند وفاته، وحثهم على الحياة الإلهية، بما في ذلك تعليماته الشهيرة لهم بـ «أبغضوا تلك العاهرة المتغطرسة في روما»، في كتاب نيو إنجلاند التمهيدي لعام 1690، وأصبحت ذات تأثير كبير على النظرة التعليمية البيوريتانية لأمريكا الاستعمارية في القرن الثامن عشر.

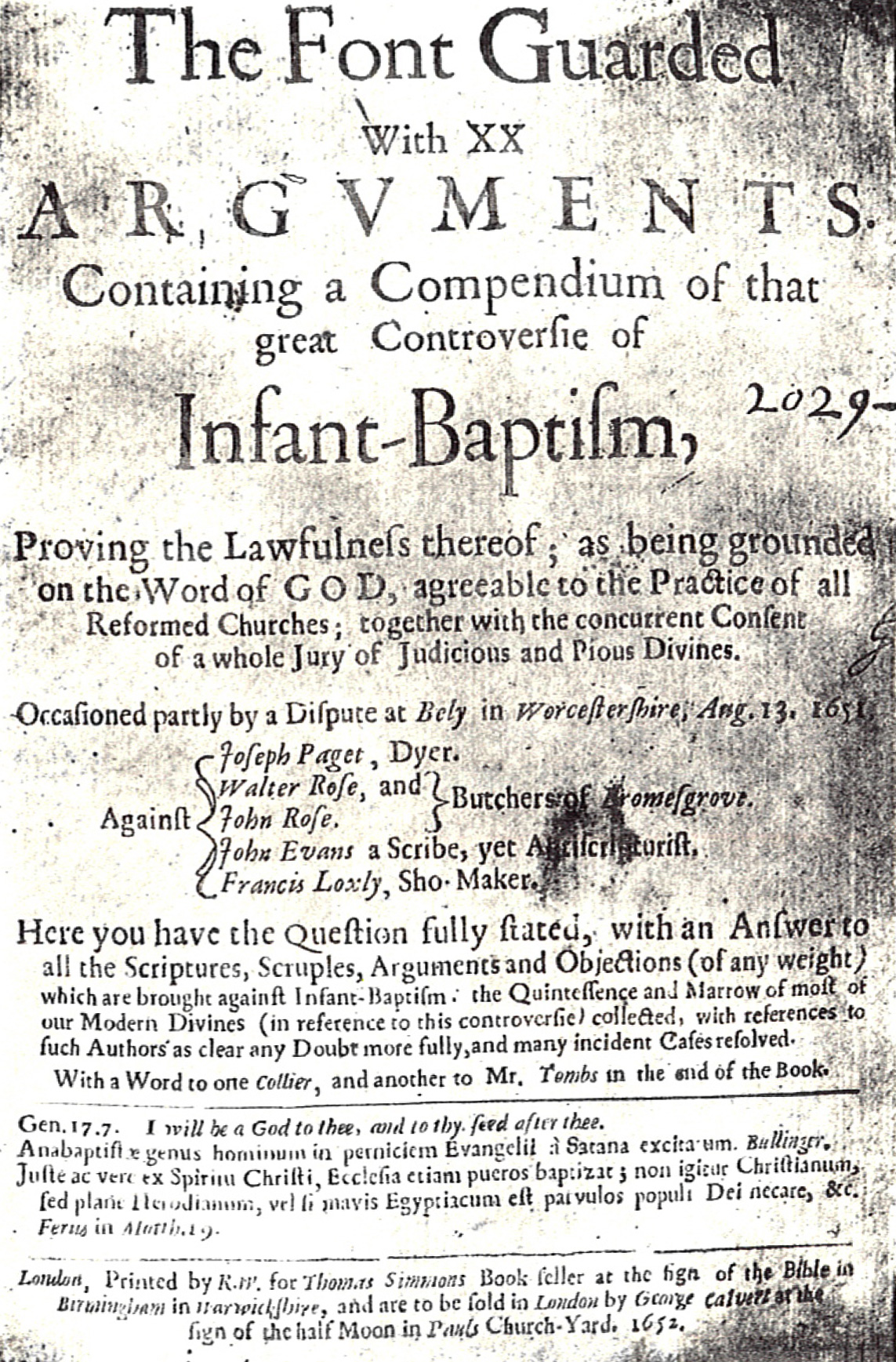
كتاب توماس هول The Font Guarded لعام 1652 - أول كتاب معروف تم نشره في برمنغهام

في منتصف القرن السابع عشر، ظهر الدليل الأول لثقافة أدبية مميزة ومستدامة داخل برمنغهام، استنادًا إلى مجموعة من الكتاب الذين يعملون في قلب نمو المدينة كمركز للتطرف الديني والراديكالية السياسية. كان جون بارتون، مدير مدرسة الملك إدوارد، مؤلف كتاب The Art of Rhetorick في عام 1634 وكتاب The Latine Grammar الذي ألفه باللغة الإنجليزية عام 1652،  ولكنه اشتهر بحب الأمير روبرت الشديد لإنجلترا، والذي تم اكتشافه في برمنغهام. النيران - وهي عبارة عن مسلك واسع الانتشار ومؤثر ونافذ مناهض للملكية وثق نهب المدينة من قبل الأمير روبرت من نهر الراين في معركة برمنغهام عام 1643. كتب أنتوني بيرجس العديد من الخطب والأعمال اللاهوتية بينما كان رئيس جامعة ساتون كولدفيلد بين عامي 1635 و 1662، دخل في نزاع لاهوتي مطول وإن كان وديًا مع ريتشارد باكستر ، وبلغ ذروته في مناظرة وجهاً لوجه في برمنغهام في سبتمبر 1650. كان فرانسيس روبرتس غزير الإنتاج بالمثل خلال فترة عمله كنائب لسانت مارتن في برمنغهام في حلبة الثيران، حيث أصبحت العديد من أعماله في اللاهوت الشعبي أو الأكاديمي معروفة على المستوى الوطني وتم تشغيلها من خلال العديد من الطبعات. كان توماس هول أستاذًا لمدرسة King's Norton Grammar School منذ عام 1629، ووزير كنيسة القديس نيكولاس المجاورة منذ عام 1650، ولكن بدءًا من ثلاثينيات القرن السادس عشر فصاعدًا، انجذب إلى الدوائر الراديكالية في برمنغهام القريبة. كان مؤلفًا لسلسلة طويلة من الأعمال الجدلية، التي جمعت بين الكتابة الشعبوية والمثقفة في الأمور الدينية والاجتماعية. كان كتابه الذي صدر عام 1652 بعنوان The Font Guarded - وهو دفاع عن ممارسة معمودية الأطفال - أول كتاب معروف تم نشره وكتابته في برمنغهام، ويقدم أول دليل قاطع على بائعي الكتب الذين يعملون داخل المدينة. بين عامي 1635 و 1642، شارك روبرتس وهال وبارتون في إنشاء أول مكتبة في برمنغهام، وهي واحدة من أقدم المكتبات العامة في إنجلترا.
نمت ثقافة الكتابة الراديكالية هذه مع تدفق غير الملتزمين والوزراء المطرودين طالبي اللجوء في برمنغهام بعد قانون التوحيد لعام 1662 وقانون الخمسة أميال لعام 1665، الذي منع الوزراء المعارضين من العيش على بعد خمسة أميال من منطقة مستأجرة ولكنهم لم يفعلوا ذلك. تنطبق على برمنغهام المكتظة بالسكان ولكنها غير مدمجة. تم إنتاج عدد كبير من المقالات والخطب المطبوعة حول قضايا الجدل الديني من قبل رجال الدين المتطرفين وخصومهم على مدى العقود التالية، مما شجع بدوره على زيادة نمو تجارة الكتب في المدينة. وشهدت تلك الحقبة أيضًا ولادة أدب شوارع برمنغهام، حيث بقيت القصائد الموسعة عن مواضيع برمنغهام من منتصف القرن السابع عشر. قانون برلماني يقيد عدد الطابعات الرئيسية في إنجلترا يعني أن الأدب المكتوب والمنشور في برمنغهام لا يمكن طباعته في المدينة، ومع ذلك، يتم إنتاجه فقط في لندن حتى تم إلغاء القانون في 1693.

## أدب ميدلاندز للتنوير
كانت برمنغهام خلال القرن الثامن عشر في قلب التجربة الإنجليزية لعصر التنوير، حيث تطورت التقاليد المعارضة للتفكير الحر في المدينة خلال القرن الماضي وازدهرت في الحركة الثقافية المعروفة الآن باسم ميدلاندز للتنوير. نمت البنية التحتية الأدبية في برمنغهام بشكل كبير خلال هذه الفترة. تم تسجيل ما لا يقل عن سبعة بائعي كتب على أنهم موجودون بحلول عام 1733 وكان أكبرهم في عام 1786 يدعي وجود 30.000 عنوان بعدة لغات. يمكن استعارة الكتب من ثماني أو تسع مكتبات إعارة تجارية تم إنشاؤها على مدار القرن الثامن عشر، ومن مكتبات أكثر تخصصًا تعتمد على الأبحاث مثل مكتبة برمنغهام ومكتبة أبرشية سانت فيليب. يمكن العثور على أدلة عمل الطابعات في برمنغهام من عام 1713،  وشهد صعود جون باسكرفيل في خمسينيات القرن الثامن عشر أن صناعة الطباعة والنشر في المدينة تحقق أهمية دولية. بحلول نهاية القرن، طورت برمنغهام مجتمعًا متعلمًا للغاية، وزُعم أن سكان المدينة البالغ عددهم حوالي 50000 يقرؤون 100000 كتاب شهريًا.

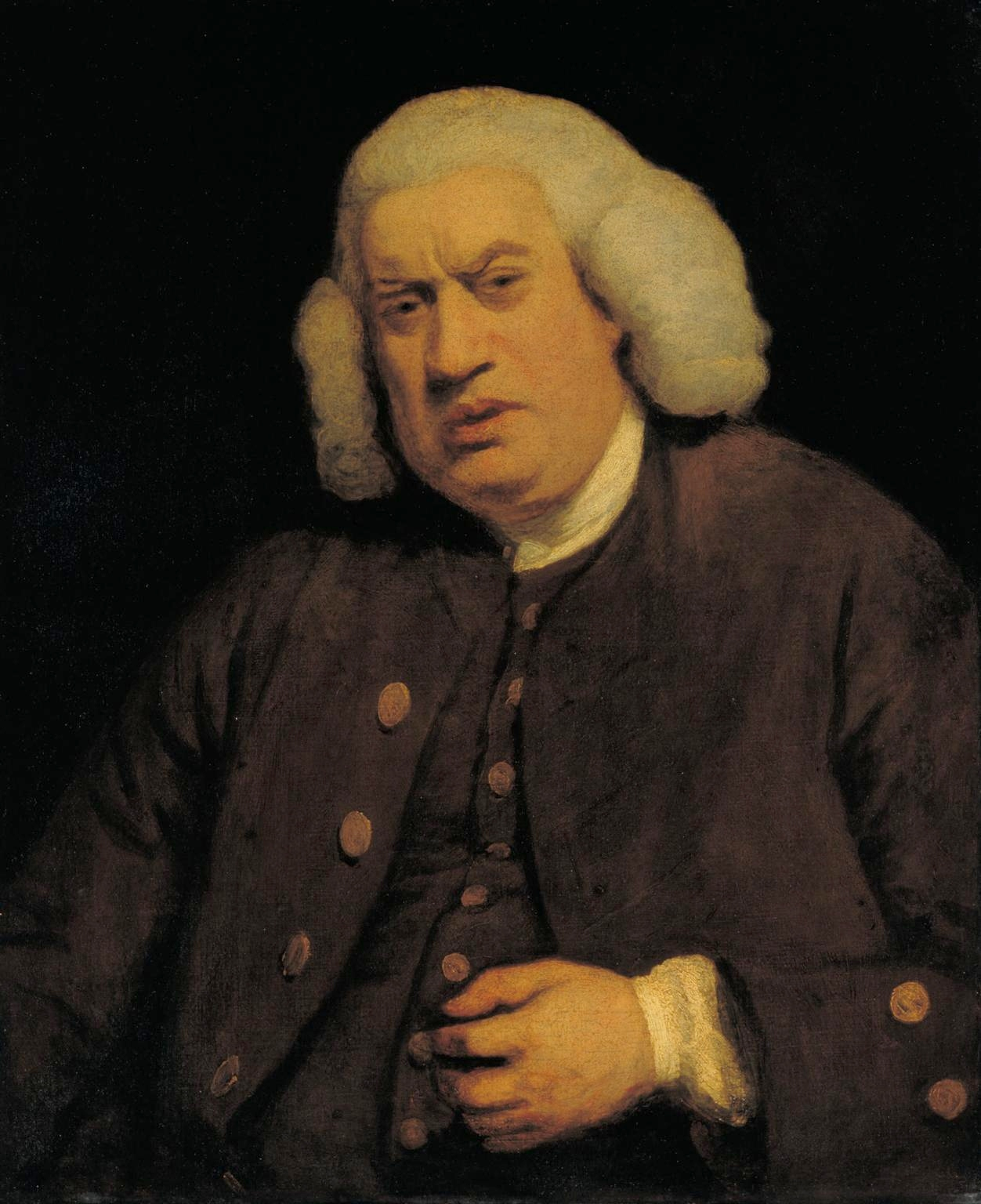
صموئيل جونسون ، الذي بدأت مسيرته الأدبية في برمنغهام عام 1732

كان أهم مؤلف مرتبط ببرمنجهام خلال عصر التنوير هو صموئيل جونسون: شاعر، روائي، ناقد أدبي، صحفي، ساخر وكاتب سيرة، مؤلف أول قاموس إنجليزي. الشخصية الأدبية الرائدة في القرن الثامن عشر  و «يمكن القول إنه الرجل الأدبي الأكثر تميزًا في تاريخ اللغة الإنجليزية». كانت خلفية جونسون مرتبطة ارتباطًا وثيقًا ببرمنغهام وتجارة الكتب: احتفظ والده بمخزن للكتب في سوق برمنغهام،  كان عمه وشقيقه كلاهما بائعي كتب في المدينة،  كانت والدته من مواطني كينغز نورتون،  وزوجته إليزابيث («تيتي»)، التي تزوجها عندما كانا يعيشان في المدينة عام 1735، كانت أرملة هنري بورتر، تاجر برمنغهام. بدأت مسيرة جونسون الأدبية في برمنغهام  حيث عاش لمدة ثلاث سنوات من عام 1732 بعد أن فشل في ترسيخ نفسه كمدرس في موطنه الأصلي ليتشفيلد. كانت مقالاته لمجلة برمنغهام لتوماس وارين هي أول كتاباته المنشورة، وفي برمنغهام - أيضًا لوارن - كتب ونشر أول كتاب له: ترجمة لكتاب جيرونيمو لوبو رحلة إلى الحبشة . هذا «المزيج من رواية السفر والجدل الديني»، مع مقدمة كتبها جونسون نفسه، تم توجيهه نحو الثقافة المخالفة لمنطقة برمنغهام وشكوكها الواسعة في التعصب الديني، ولكنه أيضًا جعل جونسون يتماشى مع التقاليد الإنسانية التجريبية وعصر النهضة للحزب. النخبة الفكرية الأوروبية ما بعد الإصلاح، وهي موضوعات ستظهر مرارًا وتكرارًا خلال عمله التالي. أسس هذا العمل المبكر أيضًا ممارسة جونسون في بناء إنتاجه الأدبي حول التكيف والاستجابة لعمل الآخرين - «نوع من الخطاب المطبق على عالم الطباعة» - كان ذلك لتشكيل أساس إنتاجه المذهل على مدار حياته المهنية. حافظ جونسون على مجموعة واسعة من العلاقات الاجتماعية والتجارية في برمنغهام طوال حياته واستمر في زيارة المدينة بانتظام حتى شهر قبل وفاته في عام 1784.

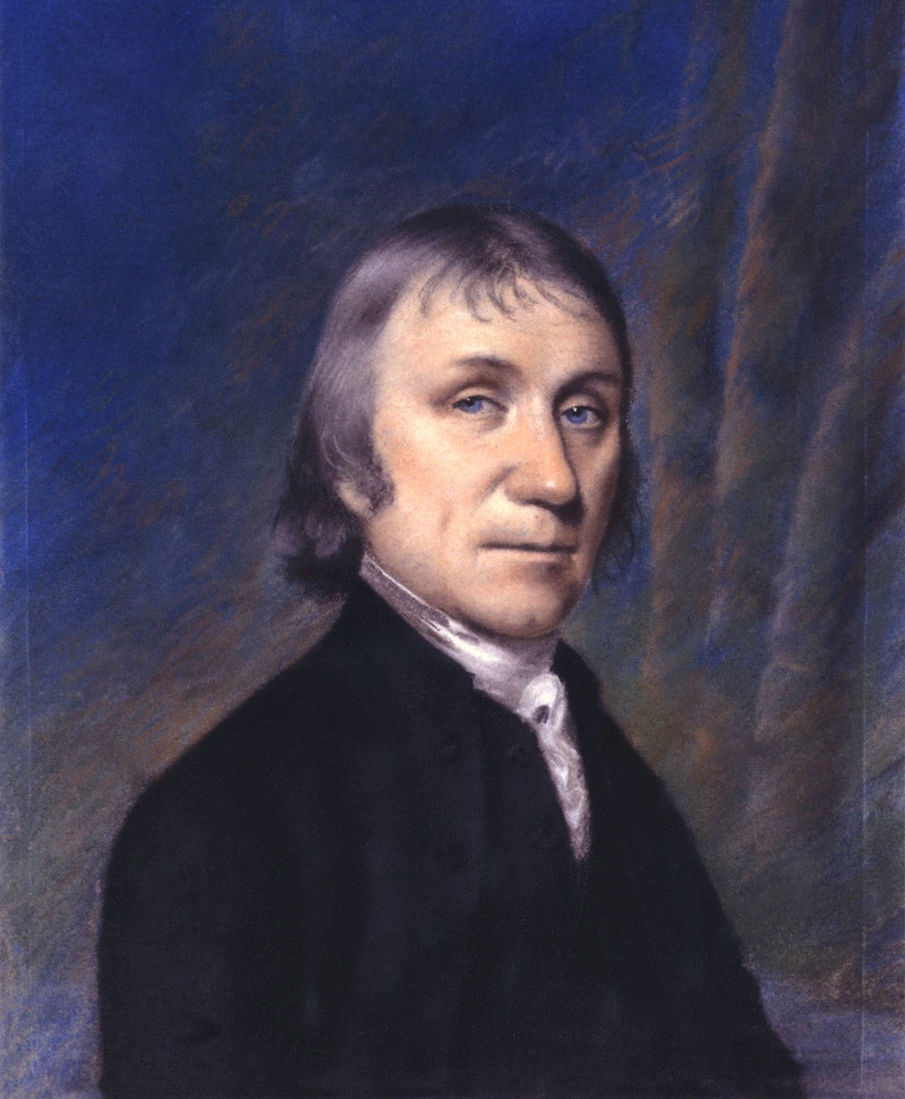
جوزيف بريستلي

على الرغم من أن الجمعية القمرية في برمنغهام اشتهرت باكتشافاتها العلمية وتأثيرها على الثورة الصناعية، إلا أنها تضمنت أيضًا العديد من الأعضاء البارزين ككتّاب. أايراسموس داروين 1791 قصيدة الحديقة النباتية أنشأت له لفترة من الوقت باعتباره الشاعر الإنجليزي الرائد في عصره، وكان لها تأثير كبير على الشعر الرومانسي لويليام بليك، وليام وردزورث، صموئيل تايلور كوليريدج، بيرسي بيسه شيلي، وجون كيتس. كتب توماس داي - أحد أتباعه المتحمسين للفيلسوف الفرنسي جان جاك روسو - سلسلة مبكرة من القصائد المتطرفة بما في ذلك العمل المناهض للعبودية The Dying Negro (مع جون بيكنيل) في عام 1773، ودفاع عاطفي عن الثورة الأمريكية . في 1776. ومع ذلك، اشتهر بكتب الأطفال، ولا سيما كتابه Sandford and Merton عام 1789، والذي ظل أكثر كتب الأطفال قراءة وتأثيرًا لمدة قرن بعد نشره،  والذي كانت نظرته الاشتراكية الأولية تتمثل في «لعب دور حاسم في تشكيل روح إنجلترا في القرن التاسع عشر». كتب جوزيف بريستلي بشكل كبير في مجموعة واسعة بشكل استثنائي من الموضوعات بما في ذلك اللاهوت والتاريخ والتعليم والبلاغة. كفيلسوف، كان له تأثير معاصر كبير، حيث دافع عن وجهات نظر الواقعية المادية والحتمية والعلمية والتأثير على فكر ريتشارد برايس وتوماس ريد وإيمانويل كانط. ركزت كتاباته السياسية على أفكار العناية الإلهية وأهمية الحرية الفردية،  حين أن كتاباته مبادئ قواعد اللغة الإنجليزية جعلته «واحد من النحويين العظماء في عصره».

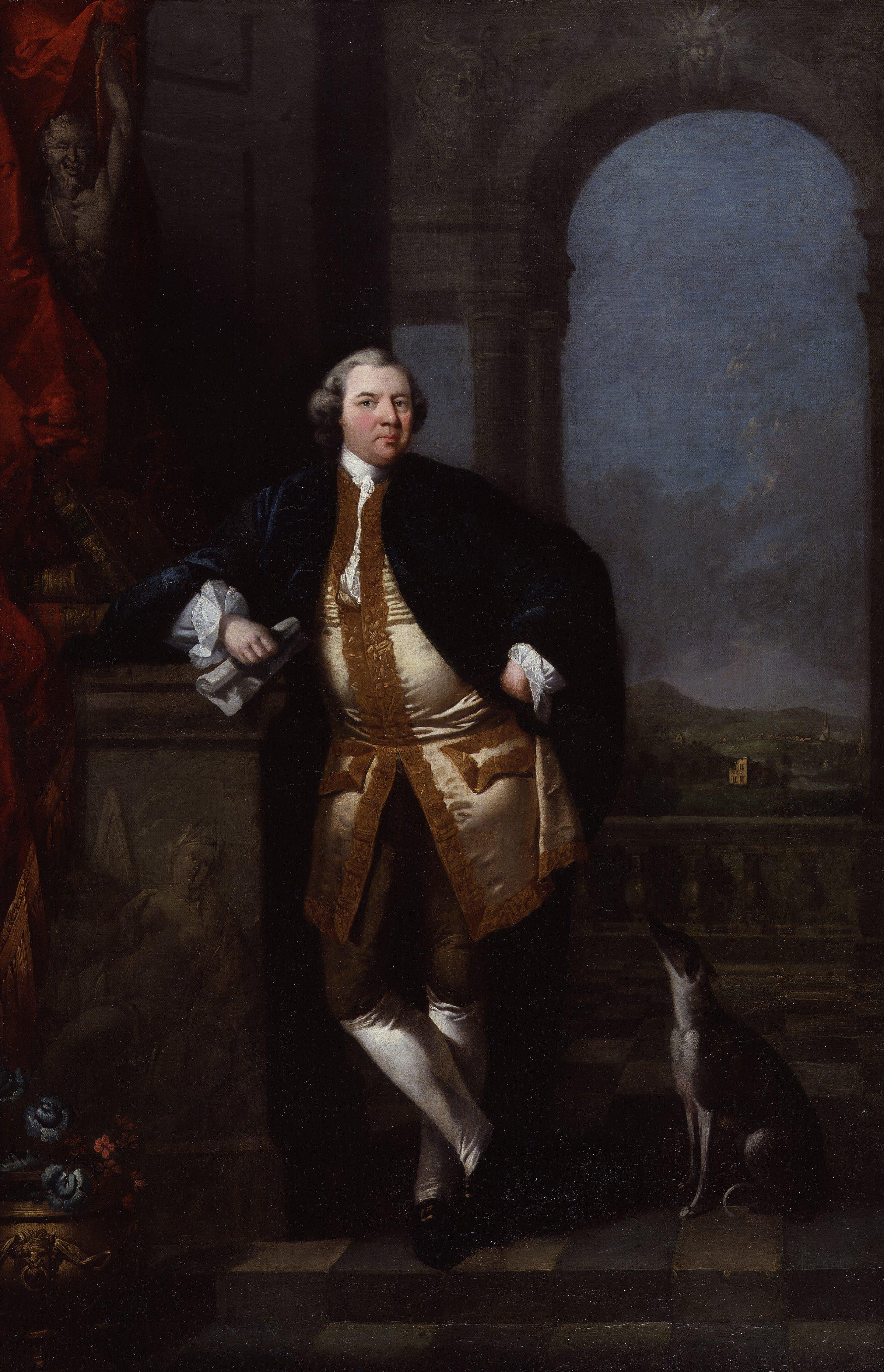
وليام شينستون

شهد القرن الثامن عشر تنويع مخرجات برمنغهام المكتوبة أكثر من تركيزها السابق على الجدل الديني. ويليام هاتون، على الرغم من ولادته في ديربي، أصبح أول مؤرخ في برمنغهام، نشر كتابه تاريخ برمنغهام عام 1782. كان الفيلسوف العقلاني ويليام ولاستون - الذي اشتهر بعمله عام 1722 مرسوم دين الطبيعة - كان على درجة الماجستير لفترة في مدرسة برمنغهام لقواعد اللغة. ولد الشاعر تشارلز لويد في برمنغهام، ابن أحد الشركاء في بنك لويدز. اشتهر بتطرفه، وكان صديقًا لصمويل تايلور كوليردج، وتشارلز لامب، وويليام وردزورث، وروبرت سوثي، وتوماس دي كوينسي. وتعرض للهجوم على نطاق واسع من قبل الدعاية المحافظة في أعقاب الثورة الفرنسية بسبب قصائد مثل قصائده الفارغة عام 1798، احتفالًا بـ «وقت الوعد ... عندما يكون الرجل على قدم المساواة / يرى العالم معبده». هنري فرانسيس كاري، مترجم اشتهر بنسخته من الكوميديا الإلهية لدانتي، تلقى تعليمه في مدارس القواعد في ساتون كولدفيلد وبرمنغهام خلال ثمانينيات القرن الثامن عشر ونشر مجلداً من Odes & Sonnets في عام 1788 أثناء وجوده في الأخير. كان للشاعر ويليام شينستون منازل في برمنغهام وكوينتون بالإضافة إلى منزله الشهير The Leasowes غرب برمنغهام بالقرب من Halesowen. كان يقع في وسط دائرة Shenstone - مجموعة من الكتاب والشعراء من منطقة برمنغهام التي تضمنت ريتشارد جاغو وجون سكوت هيلتون وجون بيكسل وريتشارد جريفز وماري واتيلي وجوزيف جايلز - وهو الدور الذي وصفه بأنه«Maecenas of the Midlands».

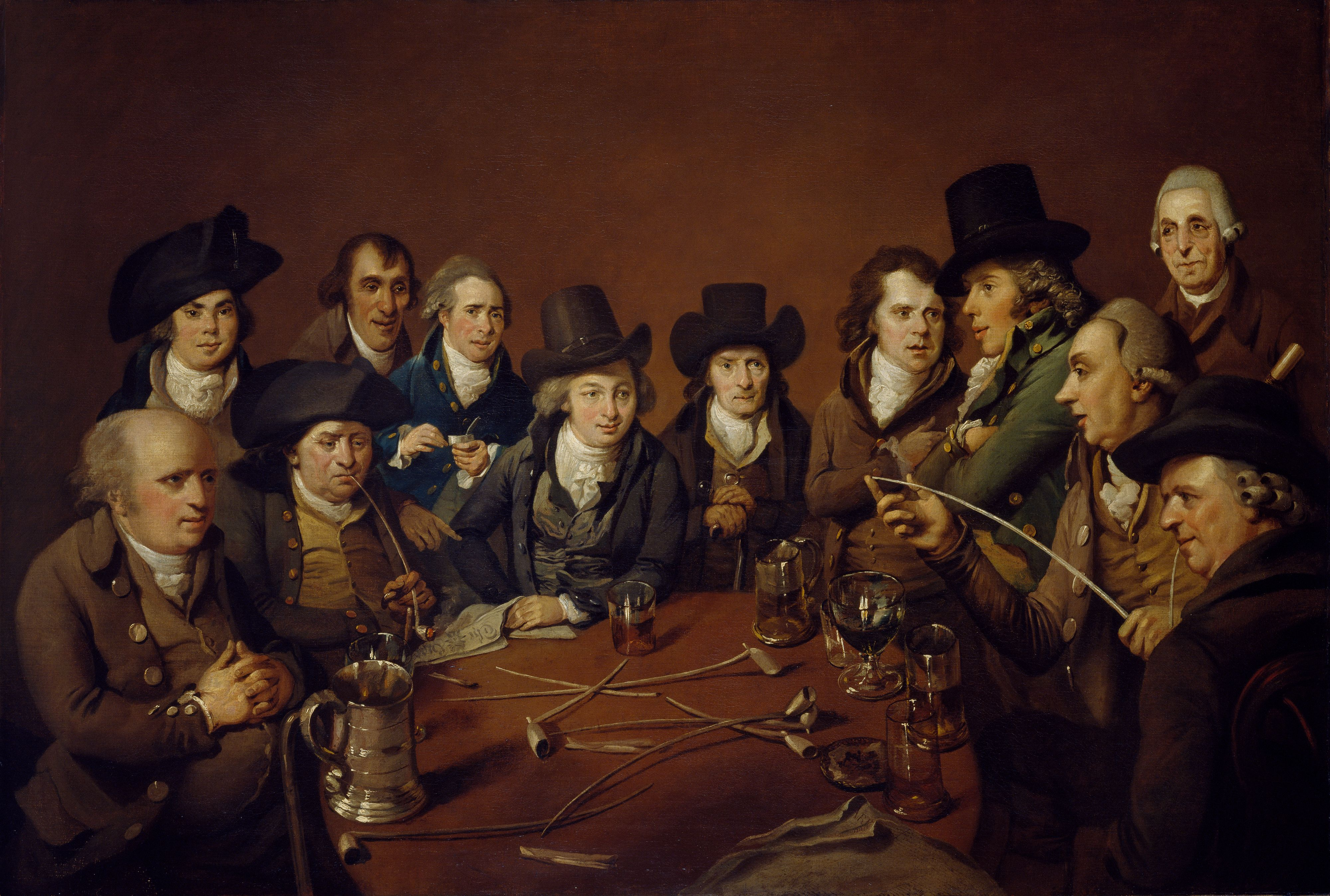
جون فريت ودائرته - نادي الكتاب الراديكالي في برمنغهام ، الذي التقى في مقهى فريتز

شهد القرن أيضًا ظهور برمنغهام كمركز لثقافة نابضة بالحياة ومتطورة لأدب الشارع الشعبي، حيث أنتجت طابعات المدينة أعدادًا متزايدة من العروض والكتب الصغيرة التي شكلت موضوع القراءة الأساسي للفقراء. تُطبع وتحمل أغانٍ تقليدية رخيصة، وقصص مكتوبة حديثًا حول مواضيع الساعة، وحكايات شعبية بسيطة مع رسوم توضيحية مقطوعة على الخشب، وأخبار - لا سيما التغطية البذيئة للجرائم الشنيعة وعمليات الإعدام وأعمال الشغب والحروب  - تم بيع أو تبادل الرسائل الدعائية والكتب الصغيرة من قبل الرجال المتجولين - الذين يطلق عليهم أيضًا «المتداولون» أو «تجار القصص» - الذين غالبًا ما كانوا يعرضون بضائعهم في الشارع على طاولة صغيرة أو معلقة على الحائط. على الرغم من أن الكثير من هذا العمل كان بطبيعته سريع الزوال ومنخفض الجودة الأدبية، إلا أن برمنغهام كانت غير عادية من حيث أن المستوى العالي من الحراك الاجتماعي في المدينة يعني أن طابعات أدب الشوارع غالبًا ما تتداخل مع طابعات المواد الأكثر وزنًا، إلا أن بعض كتاب أدب الشوارع كانوا متعلمين تعليماً عالياً وله مكانة اجتماعية محترمة،  والعديد من كتّاب قصائد برمنغهام واسعة النطاق كان لها تأثير دائم على الثقافة الأدبية للمدينة. كان Job Nott - وهو على الأرجح اسم مستعار لـ Theodore Price of Harborne - شخصية محافظة إلى حد كبير أنتج مجموعة واسعة من الكتيبات والنشرات الإخبارية حول مسائل الساعة، وجذب المقلدين في أماكن بعيدة مثل بريستول. كان تأثير جون فريت أكبر: تم نشر ما يقرب من 400 من قصائده السياسية وتوزيعها على الصعيد الوطني في اثنتي عشرة مجموعة منفصلة بين عامي 1766 و 1805، وأكثرها شهرة هي مجموعته الموسيقية عام 1790 المغني السياسي. شخصية بارزة في الدوائر الراديكالية للمدينة الجورجية المتأخرة، استضاف نادي برمنغهام للكتاب في مقهى جون فريت، مما منحه أهمية سياسية وطنية  ووضعه في قلب الوعي الذاتي السياسي المتنامي في برمنغهام خلال اضطرابات الثورة الأمريكية.

## الوصاية والأدب الفيكتوري

### روايات القرن التاسع عشر

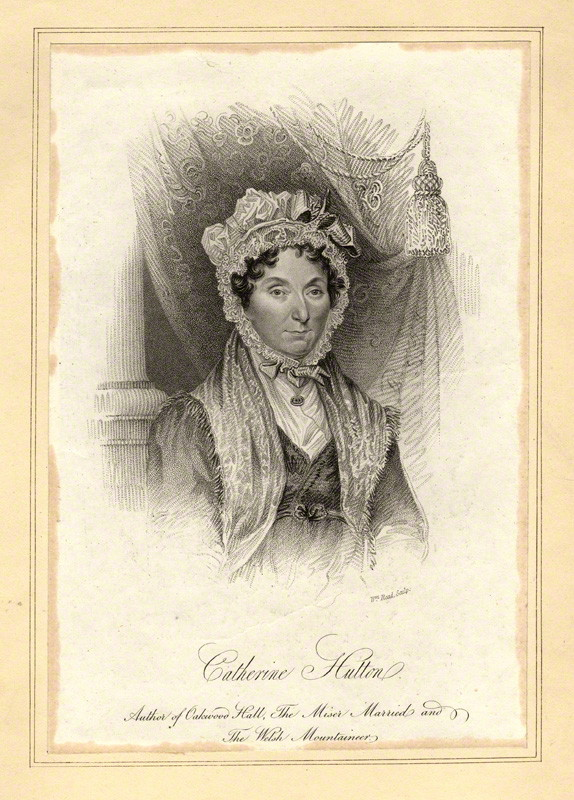
كاثرين هوتون

شهد القرن التاسع عشر ظهور القصة القصيرة والرواية كميزات رئيسية للإنتاج الأدبي لبرمنغهام. كانت كاثرين هوتون شخصية انتقالية، ابنة مؤرخ برمنغهام ويليام هوتون، التي كانت بارزة في البداية كمراسلة للعديد من الشخصيات الأدبية البارزة في أواخر القرن الثامن عشر، لكنها نشرت روايتها الأولى تزوج البخيل في عام 1813. تمت كتابة هذا كسلسلة من 63 رسالة تناقش القضايا الشخصية والاجتماعية والأدبية بين المراسلين الروائيين،  وتبعها روايتان آخرتان رسائلتان - The Welsh Mountaineers في عام 1817 وأكوود هول في عام 1819.

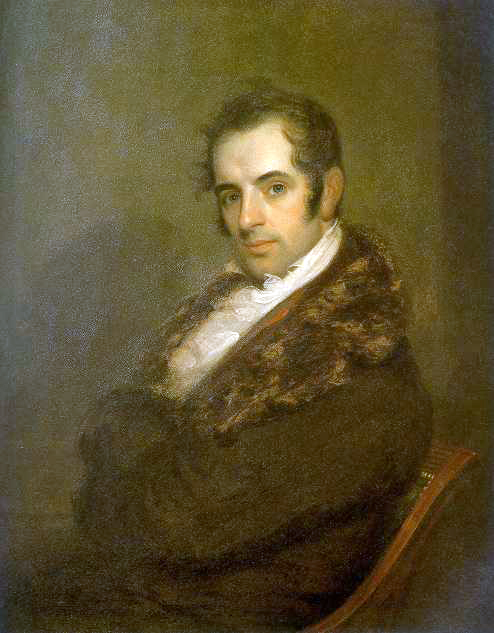
واشنطن ايرفينغ

واشنطن إيرفينغ، الذي ولد في مدينة نيويورك ويعتبر أول رجل أدب محترف ناجح في الولايات المتحدة،  أمضى سنوات عديدة في برمنغهام بعد زيارته الأولى للمدينة في عام 1815، حيث عاش مع أخته وزوجها في Ladywood ، و Jewellery Quarter و Edgbaston. كُتبت أعماله الأكثر شهرة - القصص القصيرة«The Legend of Sleepy Hollow» و«Rip Van Winkle» - في برمنغهام،  كما كانت روايته الأولى والأكثر شهرة Bracebridge Hall لعام 1821، التي كان وضعها يعتمد بشكل كبير على أستون هول في برمنغهام. تم الانتهاء من العديد من أعماله اللاحقة، بما في ذلك حكايات قصر الحمراء و Mahomet وخلفائه ، في برمنغهام بعد صياغتها في رحلاته الأوروبية الأوسع. عمل توماس أدولفوس ترولوب مدرسًا في برمنغهام قبل أن يثبت نفسه كروائي وصحفي وكاتب رحلات ناجح وانتقل إلى فلورنسا في إيطاليا، حيث أصبح منزله نقطة جذب لشخصيات أدبية بريطانية مثل تشارلز ديكنز وجورج إليوت وإليزابيث باريت براوننج. ولدت إيزابيلا فارلي بانكس في مانشستر واشتهرت بروايتها The Manchester Man عام 1876، لكن مسيرتها كروائية لم تبدأ إلا بعد انتقالها إلى برمنغهام عام 1846 بعد زواجها من الصحفي والشاعر والكاتب المسرحي المحلي جورج لينيوس بانكس. تم وضع رواياتها الاثنتي عشرة في أماكن مختلفة بما في ذلك برمنغهام ويوركشاير ويلتشير ودورهام وتشيستر ومانشستر. يتميز كل كتاب بشكل خاص باستنساخه الصادق لللهجة المحلية والنطق المحلي. تلقى ديفيد كريستي موراي من وست بروميتش تدريبه ككاتب صحفي تحت حكم جورج داوسون في برمنغهام ديلي بوست. تم وضع العديد من رواياته في برمنغهام بما في ذلك A Rising Star لعام 1894 - قصة مراسل برمنغهام له تطلعات أدبية  - مع العديد من رواياته الأخرى التي تدور أحداثها في المناطق المحيطة مثل Black Country و Cannock Chase .

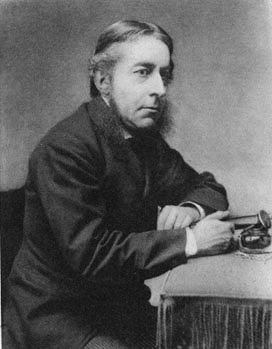
جوزيف هنري شورثوس

ظل الدين البروتستانتي موضوعًا مشتركًا في الكثير من الإنتاج الأدبي لبرمنغهام خلال القرن التاسع عشر. أصبح جون إنجليسانت - «الرومانسية الفلسفية» التي كانت أول وأشهر عمل للروائي جوزيف هنري شورثوس في برمنغهام انتصارًا للنشر في جو من الجدل الديني المشحون للغاية في ثمانينيات القرن التاسع عشر، حيث رأى مؤلفها «محبوبًا في جميع أنحاء العالم الأدبي»، وهو موضوع إعجاب كتّاب متنوعين مثل شارلوت ماري يونج وTH Huxley و Edmund Gosse ، وموضوع دعوة لتناول الإفطار في 10 Downing Street بواسطة William Gladstone. كانت نتيجة 30 عامًا من الدراسة وأكثر من 10 سنوات من الكتابة، تحكي الرواية قصة جندي ودبلوماسي إنجليزي من القرن السابع عشر، ورحلاته عبر إنجلترا وإيطاليا ورحلاته من خلال الفلسفات الدينية الرئيسية في ذلك الوقت - التزمت، الأنجليكانية، الرومانية الكاثوليكية، التصوف والإنسانية - كهواية من الرحلة الفكرية الخاصة Shorthouse من طباع اعضاء جمعية الاصدقاء ل كنيسة إنجلترا. كتب Shorthouse أربع روايات أخرى وكتابًا من القصص القصيرة على مدى السنوات اللاحقة، وكلها صنفت أبطالها «عذاب الضمير طويل الأمد». نشرت إيما جين جايتون أكثر من خمسين رواية شهيرة وأعيد طبعها في كثير من الأحيان بين عامي 1846 و 1882، واستخدم معظمها إعداداتها المحلية الشائعة لإيصال رسالة بروتستانتية أو معادية للكاثوليكية بقوة. بدأ جورج موغريدج المولود في أشتد الكتابة للأطفال حول القضايا الدينية والأخلاقية في عام 1827 بعد حياة مبكرة متنوعة تضمنت فترات من العمل كياباني في تجارة المعادن في برمنغهام والعيش كمتشرد في فرنسا. كتب في النهاية 226 كتابًا ناجحًا وتم تسويقها على نطاق واسع، بما في ذلك القصص والمجموعات والشعر والمسرحيات ؛ مجهول وتحت أكثر من 20 اسمًا مستعارًا بما في ذلك قديم همفري، افرايم القابضة، Old Father Thames، بيتر المفاوضة، الجد غريغوري، عاموس أرمفيلد، جدة جيلبرت، العمة أبتون، وXYZ  وفي وقت وفاته في عام 1854 أشارت التقديرات إلى أن كتبه قد باعت ما يزيد على 15 مليون نسخة في جميع أنحاء بريطانيا وأمريكا.
شهد العصر الفيكتوري أيضًا ظهور برمنغهام كإعداد للروائيين من خارج المدينة ، مما جعلها في طليعة التمثيل الخيالي للمراكز الحضرية الرئيسية الصناعية في إنجلترا. قبل خمس سنوات من تصوير إليزابيث جاسكل في عام 1848 لمانشستر في ماري بارتون ، وتسع سنوات قبل أن يتم عرض الأوقات الصعبة لتشارلز ديكنز بشكل كبير في بريستون، قدمت شارلوت إليزابيث تونا صورة بيانية للحياة العملية في برمنغهام في روايتها المكونة من أربعة أجزاء عام 1843 . أخطاء المرأة ، والتأكيد على استغلال المرأة في المصانع الخلفية والتأثير المدمر للعمالة الصناعية. قدمت رواية 1848 التي كتبها مجهول الهوية بعنوان «كيف تحصل على العالم: قصة بيتر لولي» وجهة نظر أكثر تفاؤلاً ، حيث أظهرت العواقب الإيجابية لتعلم القراءة لابن عامل تثبيت المسامير في برمنغهام المنكوب بالفقر. قدم جورج جيسينج رانسوم عام 1894 برمنغهام كمدينة صاخبة ذات قيم مشكوك فيها ، حيث تمر حركة المرور «بسرعة من منطقة الشوارع الرئيسية والصروح الكبيرة إلى منطقة مزرية من المصانع وورش العمل والطرق الفرعية المزدحمة»،  في حين استخدمت مابيل كولينز بيرشامبتون - وهي برمنغهام مقنعة بشكل رفيع - كإعداد لروايتها القوطية The Star Sapphire لعام 1896. تقدم الإشارات العابرة في الأدب الخيالي على نطاق واسع دليلاً على الأهمية المتزايدة لبرمنغهام في ثقافة إنجلترا الفيكتورية. بنيامين دزرائيلي الصورة 1845 رواية سيبيل يستخدم برمنغهام مقياسا السياسي الخلفية - وقال «انهم دائما على استعداد لمكافحة الشغب في برمنغهام ...معاناة ' 39 سوف تبقي برمنغهام في الاختيار»،  بينما شارلوت برونتي الصورة 1849 شيرلي يرى البلدة في جذور التغييرات التي تجتاح إنجلترا - «في برمنغهام ، نظرت عن كثب ، ومن مصدرها ، أسباب المشاكل الحالية لهذا البلد».

### خيال الجريمة والخيال العلمي وأنواع الخيالات الأخرى

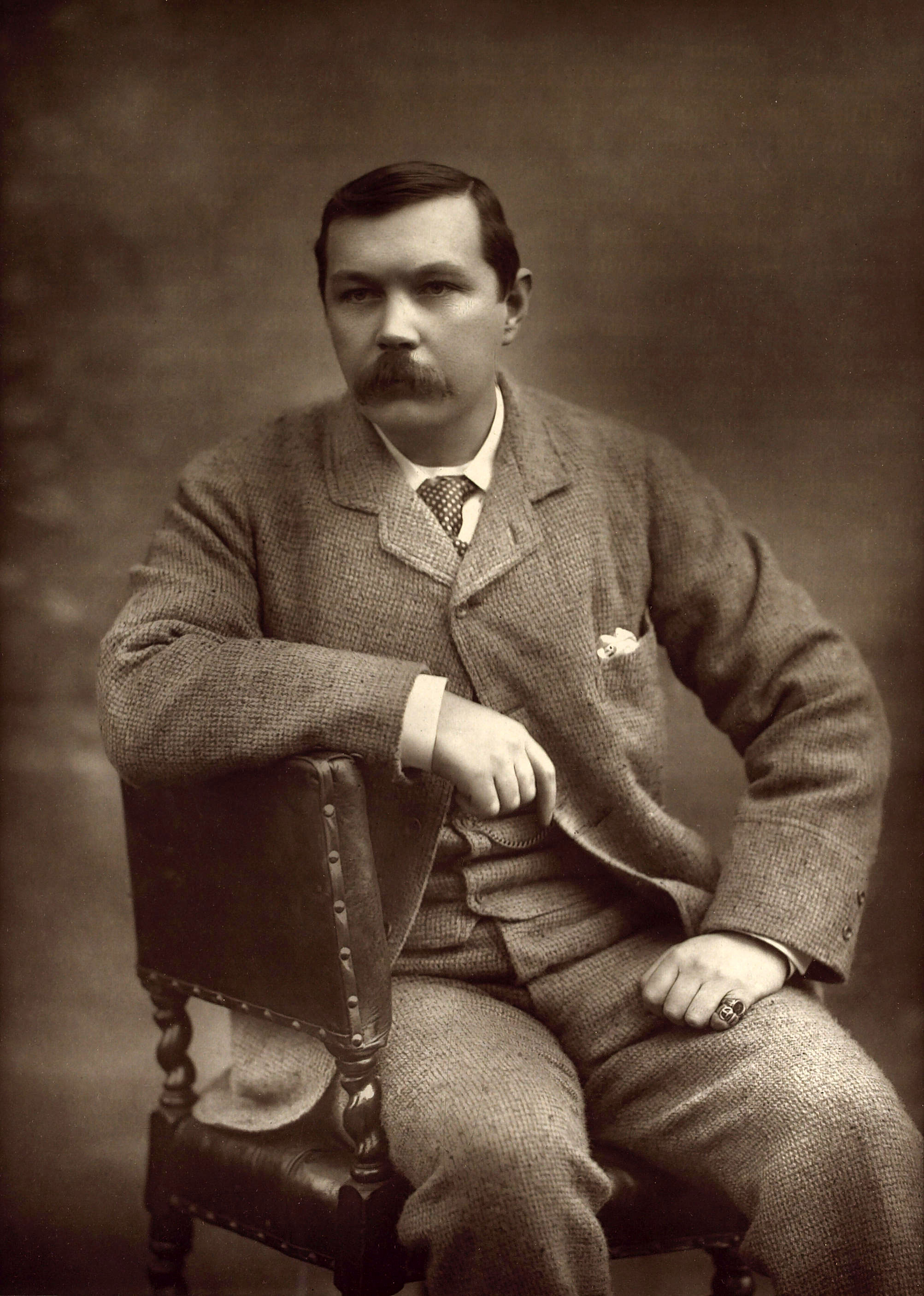
آرثر كونان دويل

شهدت الفترة الفيكتورية أيضًا قيام مؤلفين من خلفية برمنغهام ينتجون روايات في نطاق أوسع بكثير من الأنواع الأدبية. بدأ آرثر كونان دويل، مبتكر المحقق الخيالي شيرلوك هولمز، حياته المهنية ككاتب في برمنغهام. كتبت قصته الأولى «لغز وادي ساساسا» ونُشرت عام 1879 أثناء عمله كمساعد طبي في أستون ، كما كانت قصته الثانية "The American's Tale" التي أدى نجاحها إلى قيام محرره بنصحه بالتخلي عن الأدوية وممارسة مهنة أدبية بدوام كامل. ظهرت برمنغهام في قصص كونان دويل المبكرة باسم بيرشسبول ،  والعديد من قصص شيرلوك هولمز التي كتبها كونان دويل لاحقًا ، بما في ذلك«مغامرة كاتب الأسهم» و«مغامرة الثلاثة غاريدبس»، لها إعدادات واضحة في برمنغهام.

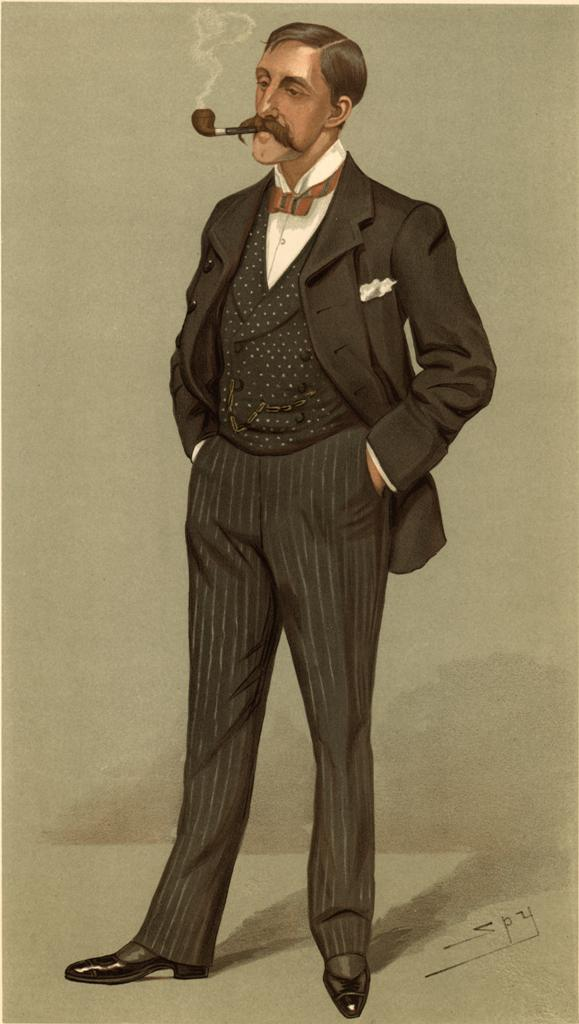
قام الروائي المغامر ماكس بيمبرتون بالتمثيل في فانيتي فير عام 1897

كان إدوين أبوت أبوت، الذي عمل لفترة كمدير مدرسة في مدرسة الملك إدوارد في برمنغهام ، مؤلفًا لمجموعة واسعة من الكتابات التي هيمنت عليها أعماله اللاهوتية عالية الخيال. ومع ذلك ، اشتهر بعمل الخيال العلمي الكلاسيكي في وقت مبكر Flatland: A Romance of Many Dimensions ، والذي جمع بين معالجة ساخرة لهياكل الطبقة الاجتماعية المعاصرة وأدوار الجنسين، وتعبيرًا عميقًا عن مبادئه الدينية الخاصة ، واستكشافًا تأمليًا لـ الأبعاد الهندسية التي توقعت نظرية النسبية العامة لألبرت أينشتاين. كتبت لويزا بالدوين الشعر ومجموعتين من قصص الأطفال وأربع روايات للكبار. لكنها تحظى بتقدير كبير لقصص الأشباح القوطية التي نُشرت في الأصل في المجلات الأدبية ولكن تم جمعها معًا ونشرها تحت عنوان The Shadow on the Blind بواسطة John Lane في عام 1895.
روايات المغامرات الخيالية من ماكس بيمبرتون، الابن المولود في إدجباستون لمالك مسبك نحاسي من برمنغهام ، تم بيعه بشكل جيد للغاية ، من القراصنة الحديديين لعام 1893، حكاية بحار من القراصنة الصارمة، إلى حديقة من السيوف، قصة 1899 من فرانكو -حرب بروسية. تم تمثيل هذا النوع أيضًا من خلال رواية عام 1884 الناجحة للغاية مغامرات موريس درامور (المارينز الملكية) بواسطة Land and Sea ، والتي ادعت أن ليندن ميدوز كتبها ورسمها ف.ابيل ، على الرغم من أن كلاهما في الواقع كانا اسمين مستعارين لبرمنغهام. ولد تشارلز بتلر جريتريكس.
كان الإنتاج الأدبي للمؤلف غرانت ألين كندي الاصل، الذي نشأ في برمنغهام منذ سن 13 عامًا والتحق بمدرسة الملك إدوارد ،  كان رائعًا ومتنوعًا حتى وفقًا للمعايير الفيكتورية. وصفه الناقد الإسكتلندي أندرو لانغ بأنه «الأكثر تنوعًا ، ولا يمكن مقارنته ، من أي رجل في عصرنا». اشتهر ألين بروايته الأكثر مبيعًا والمثيرة للجدل عام 1895 «المرأة التي فعلت» ، والتي جمعت مؤامراتها المأساوية بين دعم الحب الحر ومعارضة مؤسسة الزواج ، والتي أثار نجاحها فضيحة المجتمع الفيكتوري. كما اشتهر بالابتكارات في الخيال البوليسي، حيث ابتكر محققات ذوات عقلية مستقلة على غرار النموذج النسوي للمرأة الجديدة في مغامرات Miss Cayley ؛ ولعبها بأعراف نوع الجريمة في فيلم «مليونير أفريقي» ، حيث المجرم هو البطل ، والقصة القصيرة «سرقة الياقوت الكبرى»، حيث يتضح أن الجاني هو المحقق الذي يحقق في الجريمة. كما جعله دمج ألين لاهتماماته العلمية في روايات مثل كتاب«البرابرة البريطانيون» القائم على السفر عبر الزمن ، من الرواد الأوائل المهمين للخيال العلمي. كتب له HG Wells لاحقًا ، معترفًا أن «هذا المجال من الرومانسية العلمية مع العنصر الفلسفي الذي أحاول تربيته ، يخصك بشكل صحيح.» 

### أوسكوت ، نيومان والإحياء الأدبي الكاثوليكي

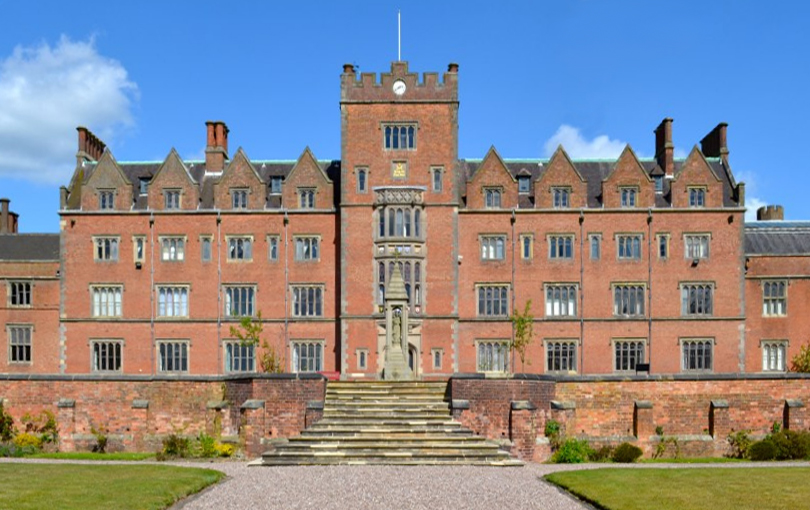
كلية أوسكوت

على الرغم من أن فيكتوريان برمنغهام كان معروفًا بأنه معقل البروتستانت غير المطابقين ، فإن كلية سانت ماري ، أوسكوت في شمال المدينة تقع في قلب إحياء الكاثوليكية الإنجليزية في منتصف القرن التاسع عشر. قامت الكلية ببناء سمعة طيبة للمنحة الأدبية الكاثوليكية بعد أن جلب توماس والش مجموعات كبيرة من المنح الدراسية لعصر النهضة بما في ذلك مكتبة هارفينغتون ومكتبة ماريني إلى الكلية في ثلاثينيات القرن التاسع عشر ، وفي عام 1840 تم تعيين نيكولاس وايزمان رئيسًا للكلية. بصفته رجلًا ذا إنجازات ثقافية واسعة ومؤلفًا غزير الإنتاج ، أنشأ وايزمان الكلية كمؤسسة تعليمية مفضلة للنخبة الاجتماعية والفكرية الكاثوليكية في البلاد ، مما جذب العديد من الطلاب الذين سيصبحون شخصيات بارزة في النهضة الأدبية الكاثوليكية التي ستتبعها. وليام باري ، الذي تلقى تعليمه في أوسكوت عندما كان صبيًا وعاد لاحقًا كأستاذ لاهوت ، أطلق عليه لقب «مبتكر الرواية الإنجليزية الكاثوليكية». تباينت كتبه الاستفزازية والمثيرة للجدل والذكاء في كثير من الأحيان من The New Antigone لعام 1887 - هجوم قاطع على الاشتراكية والإلحاد والحب الحر وعبادة المرأة الجديدة - إلى المعايير الكاثوليكية الأكثر صراحة لعام 1898، و The Wizard's Knot of 1901 - هجاء على إحياء سلتيك. خلف ألفريد أوستن، الذي درس في أوسكوت في أربعينيات القرن التاسع عشر ، تينيسون في منصب شاعر الحائز على جائزة في عام 1896، على الرغم من أنه كان يُعتقد على نطاق واسع أن هذا له علاقة بدعمه لحزب المحافظين أكثر من جدارة الأدب. أصبح اللورد أكتون محررًا للجريدة الكاثوليكية الشهرية The Rambler ، وهو مستشار موثوق به لوليام جلادستون وأحد المؤرخين الليبراليين البارزين في القرن التاسع عشر ، اشتهر بتحريره لكتاب تاريخ كامبريدج الحديث الضخم. «أول فيلسوف معاصر عظيم لمقاومة الدولة»،  كان منشئ القول المأثور الشهير «السلطة تميل إلى الفساد ، والسلطة المطلقة تفسد بشكل مطلق». لاحقًا ، علق أكتون ، أحد طلاب جامعة أوسكوت تحت قيادة وايزمان ، على التأثير الدولي للكلية في ذلك الوقت: «بصرف النظر عن بيكين ، كانت أوسكوت مركز العالم».

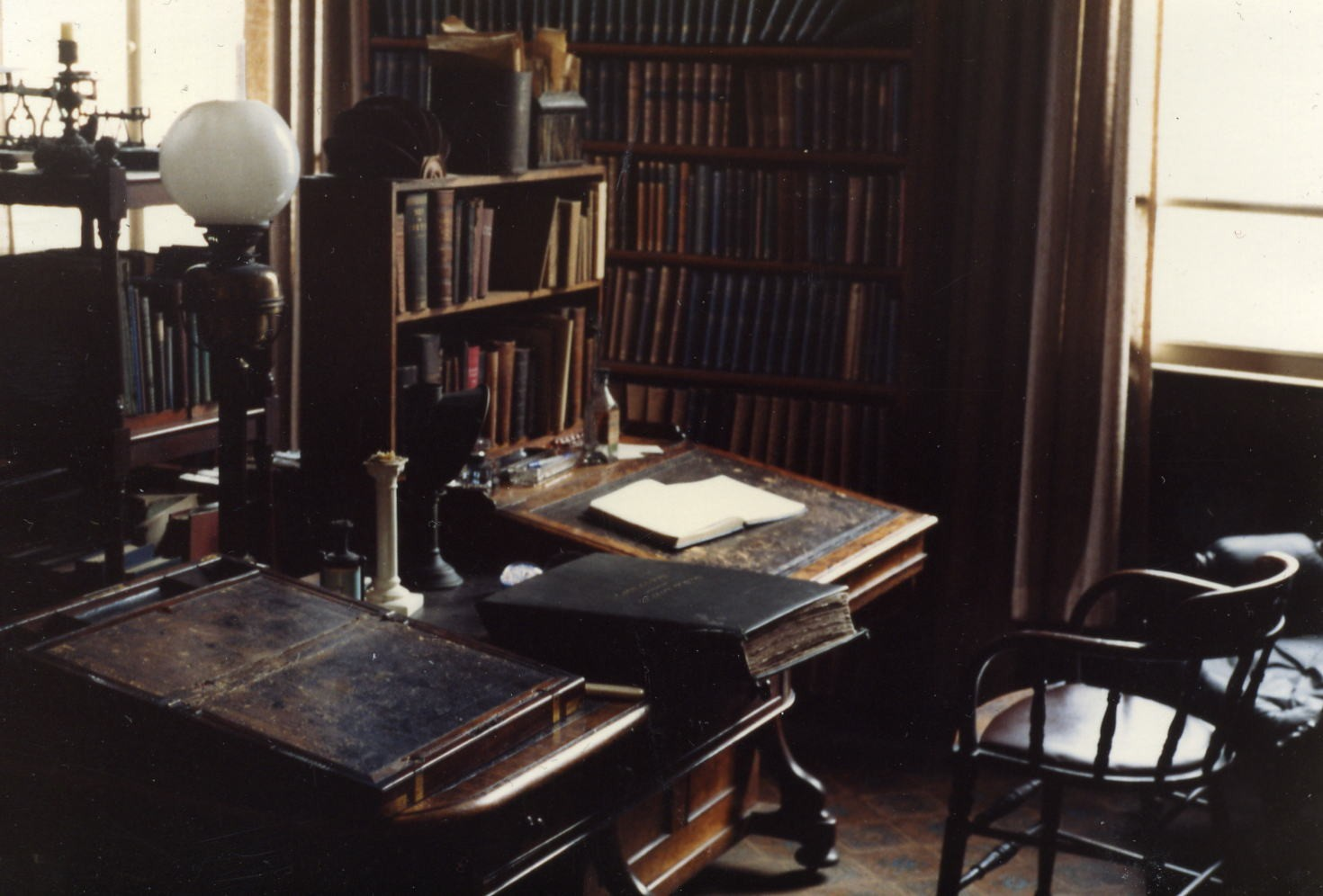
مكتب كتابة جون هنري نيومان في برمنغهام الخطابة

كان الكاتب الأكثر نفوذاً الذي جذبه رجل حكيم إلى أوسكوت هو جون هنري نيومان، الذي كان سيصبح الشخصية الأدبية الكاثوليكية البارزة في إنجلترا في القرن التاسع عشر وكان له تأثير كبير على الإحياء الأدبي الكاثوليكي الذي تلاه. انتقل نيومان إلى برمنغهام بعد فترة وجيزة من تحوله من كنيسة إنجلترا عام 1845، وظل في البداية في أوسكوت قبل تأسيس كنيسة برمنغهام في إدجباستون عام 1849. عاش في المصلى بشكل مستمر تقريبًا حتى وفاته في عام 1890، وتشمل أعماله الرئيسية المكتوبة في برمنغهام السيرة الذاتية Apologia Pro Vita Sua ، ورواية الخسارة والمكسب ، وعمله الفلسفي الرئيسي <a href="https://en.wikipedia.org/wiki/Grammar_of_Assent" rel="mw:ExtLink" title="Grammar of Assent" class="cx-link" data-linkid="432">Grammar of Assent</a> ، وقصيدة The Dream of Gerontius ، التي تم تعيينها لاحقًا لموسيقى إدوارد الجار. تحت حكم نيومان ، أصبح الخطاب محور الثقافة الأدبية نفسها ، وجذب المزيد من الكتاب الكاثوليك. درس الشاعر جيرارد مانلي هوبكنز في مدرسة الخطابة عندما تخرج وتحول إلى الكاثوليكية في عام 1867 ؛ كان هنا أنه كان عليه أن يطور أولاً أفكار الانطباع والتثبيت التي كانت لتثبت أنها مركزية في ممارسته الشعرية. جاء الروائي والشاعر والمجادل هيلير بيلوك من سلسلة طويلة من الراديكاليين في برمنغهام - كانت والدته بيسي راينر باركس، وجده جوزيف باركس وجده الأكبر جوزيف بريستلي. درس في مدرسة الخطابة من 1880 إلى 1886،  وهناك كتب أول أعماله المنشورة بوزنفال. عاش الشاعر إدوارد كاسوال في المصلى من عام 1852 حتى وفاته عام 1878، وكتب أعماله الرئيسية ليرا كاثوليكا وقناع ماري وقصائد أخرى.

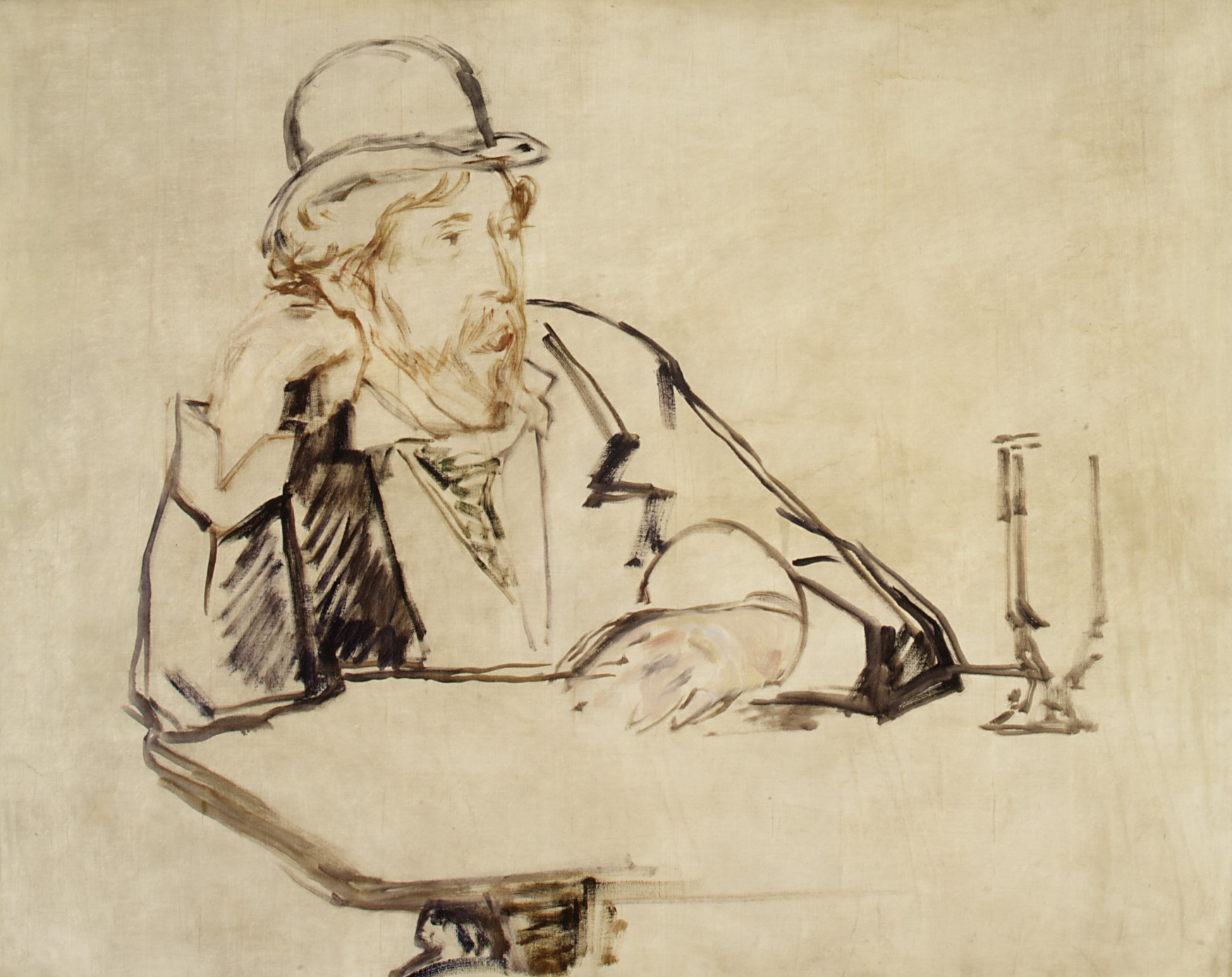
جورج مور

أنتج أوسكوت أيضًا كتابًا كانت علاقتهم بخلفيتهم الكاثوليكية غامضة أو عدائية بشكل نشط ، والذين - غالبًا ما يكتبون من المنفى - أصبحوا شخصيات رائدة في الأدب المنحط في نهاية القرن التاسع عشر. جورج مور الأيرلندي تم استفزازه ليصبح كاتبًا بعد سبع سنوات قضاها في أوسكوت ، والتي أسماها «الحفرة الحقيرة ، وكر الكهنة»،  والتفت إلى بايرون وشيلي وأشار إلى أنه «يسرني أن أقرأ» الملكة ماب«و» قابيل" وسط الكهنة والجهل من كلية الكاثوليكية الرومانية البغيضة. فتحت رواياته المبكرة - ولا سيما عمله عام 1885 "زوجة التمثيل الإيمائي«، الذي تناول إدمان الكحول والجانب السفلي غير المألوف للحياة المسرحية -» إمكانيات جديدة للرواية باللغة الإنجليزية"،  كونه أول من انفصل عن الأعراف الأدبية في الطراز الفيكتوري تحت تأثير طبيعية إميل زولا. طور مور باستمرار شكل تعبيره الأدبي عن الذات ، مع رواياته اللاحقة التي تحتوي على بنية أكثر تجزئة وشبيهة بالنسيج. لقد كان شخصية محورية في الانتقال من الفيكتورية إلى الخيال الحديث ،  وله تأثير خاص على جيمس جويس: كتب الناقد جراهام هوغ أنه "لا عنوان ولا مضمون جويس صورة الفنان في شبابه « كانت هي نفسها تمامًا في عام 1916 لولا الوجود المسبق لـ» اعترافات شاب «لجورج مور في عام 1886». «الموتى»، القصة الأخيرة لأبناء جويس في دبلن ، مستوحاة مباشرة من رواية مور عام 1891 فاين فورتشن . درس الروائي والفنان غريب الأطوار فريدريك رولف في أوسكوت من عام 1887، لكنه تركها بعد أن تقرر أنه مرشح غير مناسب للكهنوت. على الرغم من مثليته الجنسية المفتوحة ، فقد شعر بقوة بأن لديه دعوة للكهنوت. أشهر أعماله كانت رواية هادريان السابع المنحلة التي تحقق الأمنيات شبه الذاتية ، والتي نُشرت تحت عنوانه المسمى بارون كورفو ، والتي تخيل فيها نفسه على أنه البابا ، لكنه كتب أيضًا قصصًا قصيرة وشعرًا ومقالات. استوحى ويلفريد سكاوين بلانت من التعاليم الميتافيزيقية لأستاذ الفلسفة في أوسكوت خلال خمسينيات القرن التاسع عشر ،  ولكنه شرع في سلسلة متوالية من الشؤون خلال مسيرته المهنية التالية كدبلوماسي ، ليصبح معترفًا به. اشتهر بشعره الإيروتيكي ومعارضته المناهضة للإمبريالية للسياسة البريطانية في أيرلندا ومصر والسودان والهند. في عام 1914، قامت مجموعة من الشعراء من بينهم WB Yeats وEzra Pound وRichard Aldington بتسلية بلانت على مأدبة غداء من الطاووس المشوي ، حيث أشادوا به باعتباره أول شاعر يربط الشعر بالحياة الواقعية. كتب باوند عن «شعلة بلانت التي لا تُقهر»،  علي الرغم من أن ييتس كان أكثر تناقضًا ، مؤكدًا في T. Sturge Moore أن «جزءًا صغيرًا فقط من عمله جيد ولكن هذا جيد للغاية».

### شعر ودراما القرن التاسع عشر
على الرغم من أن الكتابة ، وعلى وجه الخصوص ، الكتابة المسرحية لا تزال لا تعتبر أنشطة محترمة للنساء طوال معظم الفترة ، إلا أن برمنغهام في القرن التاسع عشر تميزت بتركيز ملحوظ من النساء الشعراء والمسرحيين. نشرت كونستانس نادين، التي ولدت في إدجباستون وعاشت معظم حياتها في برمنغهام ، مجلدين من الشعر لقي استحسانًا في ثمانينيات القرن التاسع عشر أثناء دراستها للعلوم في كلية ميسون للعلوم . تم الاحتفال بها باعتبارها الشاعرة الأولى التي تنحدر من برمنغهام. ولدت سارة كرزون وتعلمت في برمنغهام ، حيث بدأت كتابة المقالات والأدب في الدوريات والمساهمة فيها في سن مبكرة.
ككتب محرر الشعر في نيويوركر هوارد موس بعد وقت قصير من وفاة أودن ، "في أي وقت يجب أن يكون هناك خمسة أو ستة أشخاص أذكياء على وجه الأرض"، "كان أودن واحدًا منهم"، ارتبطت جذور عائلة أودن ارتباطًا وثيقًا ببوست ميدلاندز  نشأ من سن ستة أشهر في منطقة برمنغهام ، أولاً في سوليهول ثم في هاربورن ، ابن جورج أوغسطس أودين ، المسؤول الطبي بالمدارس في مجلس مدينة برمنغهام. . حمل شعر أودن المبكر إيحاءات اجتماعية وسياسية واقتصادية قوية ، مما يعكس الاهتمام بفكر ماركس وفرويد الموروث عن والده ، لكن عمله الأخير تميز باهتمام أكبر بالقضايا الدينية والروحية. أثار النطاق الهائل للشكل والأسلوب والموضوع الذي أظهره عمله ، وتنوع نظرته وإمكانية الوصول إليه والتوجيه العاطفي في البداية ، الشكوك بين النقاد الحداثيين الذين وضعوا قيمة أكبر على الـتماسك والموضوعية، لكن سمعته نمت مع تضاؤل الأرثوذكسية الحداثية ، وومنذ ذلك الحين أصبح يُنظر إليه بشكل متزايد باعتباره أول كاتب في عصر ما بعد الحداثة.  بحلول عام 2011، استطاع الناقد الأمريكي إدوارد مندلسون أن يكتب: "في بداية القرن الحادي والعشرين ، وصلت مكانة أودن إلى النقطة التي اعتقد العديد من القراء أنه من غير المعقول الحكم على أعماله بأعظم مجموعة شعرية باللغة الإنجليزية في المائة عام الماضية أو أكثر
بقت برمنغهام موطن أودن الرئيسي لمدة ثلاثة عقود ، حتى غادر إلى الولايات المتحدة في عام 1939  (اشتهر بالذهاب للتسوق لشراء السجائر في هاربورن برداءه)  وتعرف على المدينة طوال حياته. برمنغهام أيضا ظهرت على نطاق واسع في عمله. «كما خرجت في إحدى الأمسيات»، إحدى أشهر قصائده المبكرة ، تنقل قصيدة مكونة من سلسلة من التلميحات إلى الأغاني الشعبية والثقافة الشعبية في سياق القرن العشرين لشارع بريستول في مركز مدينة برمنغهام. في كتابه «رسالة إلى اللورد بايرون» يرفض رواية "ليك ديستريكت" التي عاشها ويليام وردزورث لصالح التزام حاسم وإن كان مفارقًا بالمشهد العمراني المعاصر في ميدلاندز ، معلنا «أوضح سكافيل بايك ، لقد ختم قلبي على / المنظر من برمنغهام إلى ولفرهامبتون»؛ قبل الاستمرار في «خطوط الترام وأكياس الخبث ، وقطع الآلات / كان هذا ، ولا يزال ، المشهد المثالي لدي». لاحظ الناقد الأمريكي إدموند ويلسون التأثير الأوسع للمدينة على نظرة Auden وعمله في عام 1945، حيث لاحظ أن Auden «بطرق أساسية ... لا ينتمي إلى ذلك العالم الأدبي في لندن - إنه أكثر نشاطًا وأكثر تقدمًا. مع خلفيته في برمنغهام ... هو في بعض النواحي أشبه بأمريكي. إنه حقًا صعب للغاية - لا يهتم بالممتلكات أو المال أو الشعبية أو المكانة الاجتماعية - يفعل كل شيء بمفرده».

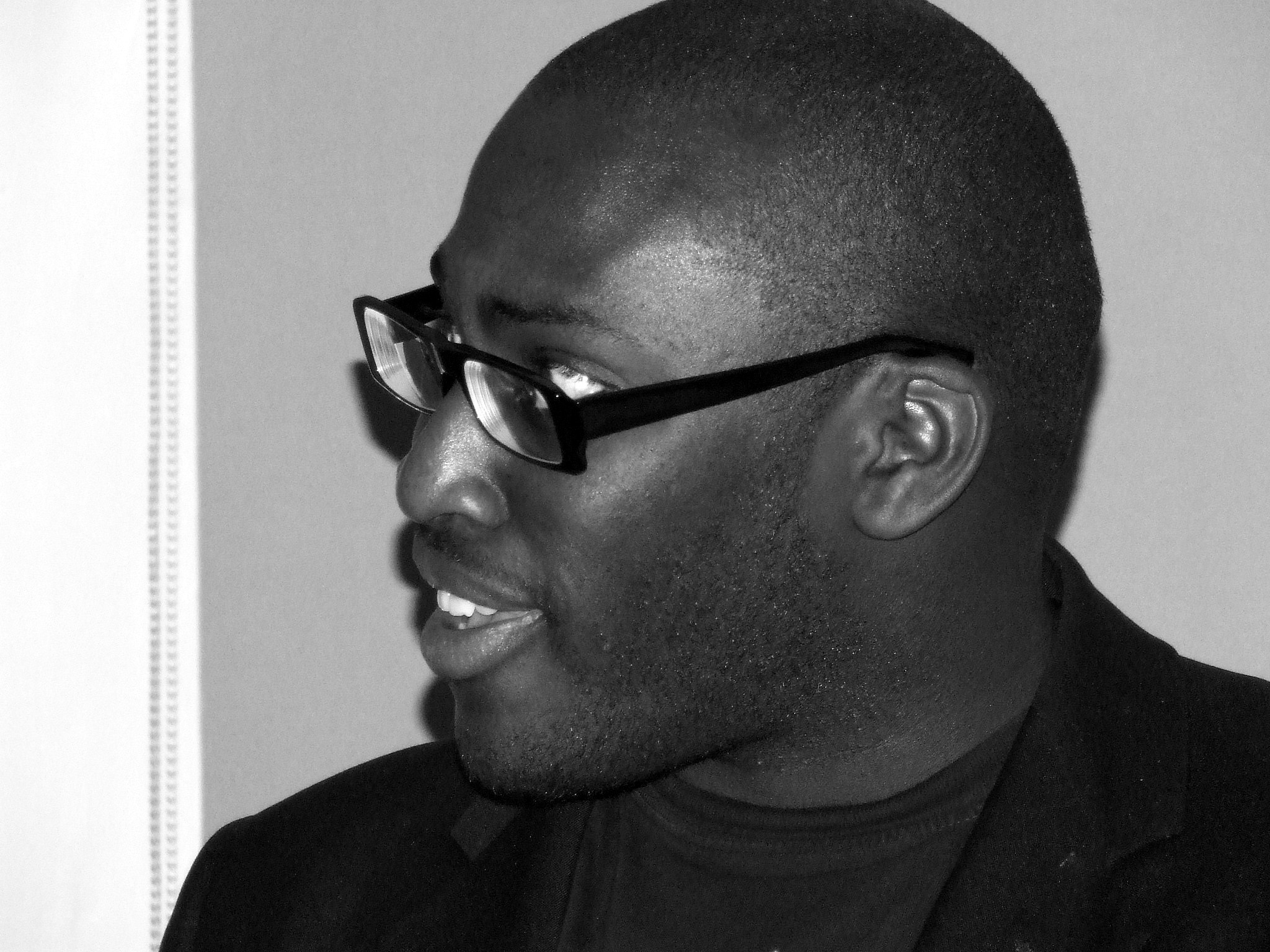
مايك جايل

مايك جايل  منهاربورن هو أحد الأمثلة الرئيسية للأدب المضاء ، وهو نوع من الروايات تم تطويره في التسعينيات لاستكشاف حكايات "بطولية عن الذكورة. تحتوي العديد من كتبه على إعدادات برمنغهام ، بما في ذلك Turning Thirty of 2000، التي تحكي قصة عودة بطلها من مدينة نيويورك إلى Kings Heath ، و His 'n' Hers لعام 2004، وهي قصة طلاب في Selly Oak ، يستكشف جون مكابي أيضًا حياة الرجل الحضري المعاصر ، حيث يجمع بين حياته المهنية كروائي الأكثر مبيعًا وبين حياته المهنية كعالم وراثة. استخدمت روايته الأولى Stickleback عام 1998 طريق الحافلة رقم 11 في الدائرة الخارجية في برمنغهام كاستعارة للروتين غير المنتج والعبث.
- روايات الجريمة مورين كارتر بيف موريس تدور أحداثها في برمنغهام الحالية.
- تدور أحداث روايات جوديث كاتلر عن الجريمة في برمنغهام الحالية.
- كتب WV Awdry أول توماس ذا تانك إنجين في Kings Norton وظل في المدينة حتى عام 1965.

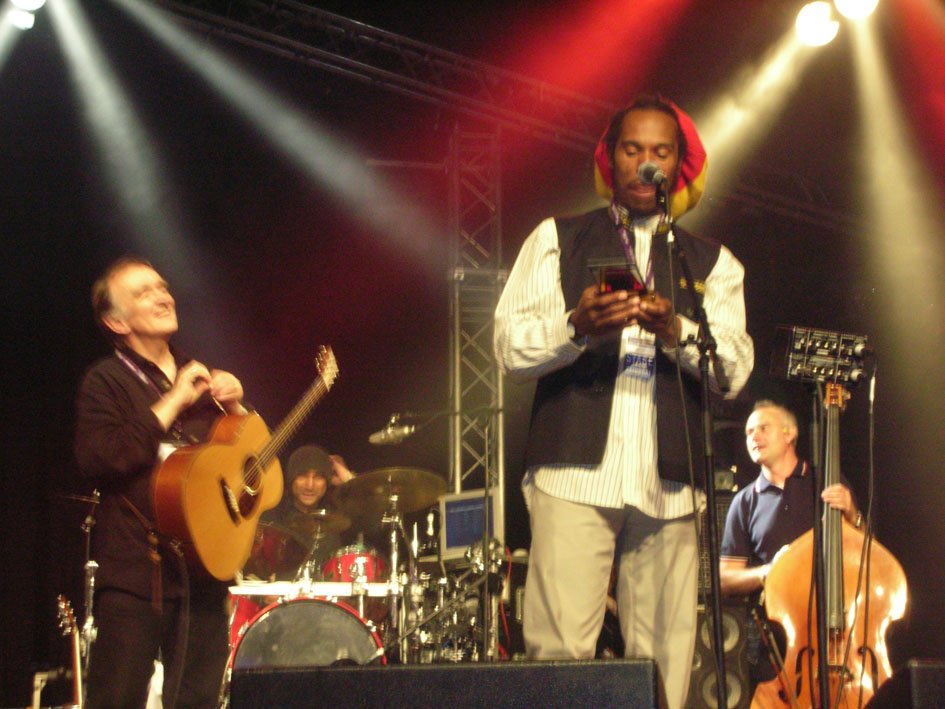
بنيامين صفنيا